# Wolf Bickel
Wolf Bickel és un astrònom alemany.
És un prolífic descobridor d'asteroides, treballa en el Bergisch Gladbach Observatory.